# Gilton Ribeiro
Gilton Ribeiro est un footballeur brésilien né le 25 mars 1989. Il évolue au poste de défenseur.